# Hoplia corallipes
Hoplia corallipes är en skalbaggsart som beskrevs av Edmund Reitter 1883. Hoplia corallipes ingår i släktet Hoplia och familjen Melolonthidae. Inga underarter finns listade i Catalogue of Life.